# Serie B Nazionale (pallacanestro maschile)
La Serie B Nazionale è il terzo livello del campionato italiano di pallacanestro maschile e il secondo livello a carattere dilettantistico. Il torneo, organizzato dalla Lega Nazionale Pallacanestro, è posto sotto l'egida della FIP.

## Formato
Il campionato di Serie B Nazionale in ottemperanza a quanto stabilito dalla FIP con la riforma vigente garantisce tre promozioni in Serie A2 e quattro retrocessioni in Serie B Interregionale.
- Fase di Qualificazione: Le 40 le squadre di categoria vengono suddivise equamente nei 2 raggruppamenti (20 formazioni) permettendo ad ogni formazione di affrontare con partite di andata e ritorno un totale di 38 gare. Le ultime classificate nei due gironi retrocederanno in Serie B Interregionale.
- Play-In: Si qualificano le squadre classificate dal settimo al dodicesimo posto della Fase di Qualificazione del proprio girone. Tale fase verrà articolata su 2 turni (su gara unica per il passaggio al turno successivo) in cui si incontreranno nel primo le squadre classificate dal nono al dodicesimo posto dando il vantaggio di giocare la partita in casa alle due squadre meglio classificate nella prima fase. Le vincitrici affronteranno nel secondo e ultimo turno la settima e l'ottava classificata in casa delle stesse determinando in questo modo la settima e l'ottava squadra della griglia play-off.
- Play-off: Accederanno ai play off le squadre vincenti il play in e le squadre classificate dal 1º al 6º posto al termine della Fase di Qualificazione, con sequenza Casa-Casa-Fuori-Fuori-Casa. La squadra vincente la Finale Play-off del proprio girone è promossa in Serie A2.
- Spareggio Promozione: Le due sconfitte nelle finali Play-off disputeranno su campo neutro uno spareggio per determinare l'ultima squadra a salire in Serie A2.
- Play-out: Le squadre classificate nei 2 gironi dal sedicesimo al diciannovesimo posto si giocheranno la permanenza nei playout, a gironi incrociati vedendo la sedicesima classifica nel Girone A sfidare la diciannovesima del Girone B e la diciassettesima Girone A classificata sfidare la diciottesima del girone B e viceversa per un totale di 8 match. Le quattro formazioni sconfitte nei Play-out retrocederanno nella Serie B Interregionale.

## Storia
Il primo campionato di secondo livello venne organizzato dalla FIP con il nome di Prima Divisione nel 1930 e vinto dal dopolavoro dell'ATM (Milano) senza essere promossa nella serie maggiore. Il campionato mantenne questa denominazione fino al 1937 quando venne rinominato Serie B e venendo per la prima volta un sistema di promozioni e retrocessioni con la Serie A (pallacanestro maschile). Tra il 1943 e 1948 il campionato a causa della seconda guerra mondiale non verrà disputato riprendendo nella stagione 1947-1948 con la vittoria della Sporting Club Gira di Bologna.

Con la riforma dei campionati del 1955 la Serie A viene divisa in Campionati la Serie Elette e la Serie A facendo diventare la Serie B fino al 1964 il terzo livello del campionato per poi tornare ad essere nuovamente il secondo livello fino al 1974. Quell'anno con la nascita della Serie A2 la Serie B tornò fino al 1986 ad essere il terzo livello della piramide del Basket italiano.

 
Nel 1986 con lo sdoppiamento della vecchia Serie B la B1 (Serie B d'Eccellenza) divenne il terzo livello del campionato ed è esistita fino al 2008, anno in cui ha cambiato denominazione in Serie A Dilettanti (divenuta nel 2011 Divisione Nazionale A). Era suddivisa in due gironi di 14 squadre, per posizione geografica. Le squadre promosse accedevano alla Serie A2 (poi Legadue), mentre le retrocesse scendevano in Serie B2 (attuale Serie B Dilettanti). I campionati di B d'Eccellenza costituivano il più alto livello non professionistico, bensì semiprofessionistico.

 
Con la nascita della Lega Nazionale Pallacanestro il terzo livello torno a chiamarsi Serie B fino al 2022 dove a seguito della riorganizzazione dei campionati (per via della nascita della Serie B Interregionale) assunse l'attuale nome di Serie B Nazionale vedendo dalla stagione 2024-2025 una divisione su due gironi da 20 squadre.

## Squadre partecipanti
Sono 167 le squadre che hanno preso parte alle 10 edizioni del torneo di 3º livello della pallacanestro italiana dalla stagione 2014-2015 al 2024-2025 (le squadre che partecipano al torneo in corso sono in grassetto):
| Partecipazioni | Squadra                        | Città                     | Regione               |
| -------------- | ------------------------------ | ------------------------- | --------------------- |
| 11             | Pall. Crema                    | Crema                     | Lombardia             |
| 11             | Golfo Piombino                 | Piombino                  | Toscana               |
| 10             | Lions Bisceglie                | Bisceglie                 | Puglia                |
| 10             | LUISS Roma                     | Roma                      | Lazio                 |
| 10             | Vicenza                        | Vicenza                   | Veneto                |
| 10             | Raggisol. Faenza               | Faenza                    | Emilia-Romagna        |
| 10             | Virtus Cassino                 | Cassino                   | Lazio                 |
| 9              | Aurora Desio                   | Desio                     | Lombardia             |
| 9              | Oleggio Basket                 | Oleggio                   | Piemonte              |
| 9              | USE Empoli                     | Empoli                    | Toscana               |
| 9              | Sangiorgese Basket             | San Giorgio su Legnano    | Lombardia             |
| 9              | Pall. Senigallia               | Senigallia                | Marche                |
| 9              | Virtus Padova                  | Padova                    | Veneto                |
| 8              | Bakery Piacenza                | Piacenza                  | Emilia-Romagna        |
| 8              | Basket Cecina                  | Cecina                    | Toscana               |
| 8              | Giulia Giulianova              | Giulianova                | Abruzzo               |
| 8              | Robur Varese                   | Varese                    | Lombardia             |
| 8              | Fulgor Omegna                  | Omegna                    | Piemonte              |
| 8              | Rucker SanVe                   | San Vendemiano            | Veneto                |
| 7              | Tigers Cesena                  | Cesena                    | Emilia-Romagna        |
| 7              | Etrusca S. Miniato             | San Miniato               | Toscana               |
| 7              | CUS Jonico Taranto             | Taranto                   | Puglia                |
| 7              | Janus Fabriano                 | Fabriano                  | Marche                |
| 7              | Virtus Salerno                 | Salerno                   | Campania              |
| 6              | PSA Pallacanestro Sant'Antimo  | Sant'Antimo               | Campania              |
| 6              | Pallacanestro Pavia            | Pavia                     | Lombardia             |
| 6              | Valsesia Basket                | Borgosesia                | Piemonte              |
| 6              | Basket Lecco                   | Lecco                     | Lombardia             |
| 6              | Palestrina                     | Palestrina                | Lazio                 |
| 6              | Basket P.S.E.                  | Porto Sant'Elpidio        | Marche                |
| 6              | Stella Azzurra                 | Roma                      | Lazio                 |
| 6              | Flying Ozzano                  | Ozzano dell'Emilia        | Emilia-Romagna        |
| 6              | Ruvo di Puglia                 | Ruvo di Puglia            | Puglia                |
| 6              | San Severo                     | San Severo                | Puglia                |
| 6              | Basket Mestre                  | Mestre                    | Veneto                |
| 6              | Jesi Academy                   | Jesi                      | Marche                |
| 5              | Stamura Ancona                 | Ancona                    | Marche                |
| 5              | Bergamo B. 2014                | Bergamo                   | Lombardia             |
| 5              | Virtus Pozzuoli                | Pozzuoli                  | Campania              |
| 5              | Pall. Vigevano                 | Vigevano                  | Lombardia             |
| 5              | G.M. OrziBasket                | Orzinuovi                 | Lombardia             |
| 5              | Green B. Palermo               | Palermo                   | Sicilia               |
| 5              | Pall. Bernareggio              | Bernareggio               | Lombardia             |
| 5              | Virtus Civitanova              | Civitanova Marche         | Marche                |
| 5              | Nuova Pall. Olginate           | Olginate                  | Lombardia             |
| 5              | Planet Catanzaro               | Catanzaro                 | Calabria              |
| 5              | Benedetto XIV Cento            | Cento                     | Emilia-Romagna        |
| 5              | Fiorentina Basket              | Firenze                   | Toscana               |
| 5              | Urania Milano                  | Milano                    | Lombardia             |
| 5              | Amatori Pescara                | Pescara                   | Abruzzo               |
| 5              | Basket Scauri                  | Scauri                    | Lazio                 |
| 5              | Virtus Valmontone              | Valmontone                | Lazio                 |
| 5              | A. Costa Imola                 | Imola                     | Emilia-Romagna        |
| 5              | Pall. Roseto                   | Roseto degli Abruzzi      | Abruzzo               |
| 5              | Pall. Fiorenzuola              | Fiorenzuola               | Emilia-Romagna        |
| 4              | Falconstar Monf.               | Monfalcone                | Friuli-Venezia Giulia |
| 4              | Viola R. Calabria              | Reggio Calabria           | Calabria              |
| 4              | JuVi Cremona                   | Cremona                   | Lombardia             |
| 4              | Olimpo Alba                    | Alba                      | Piemonte              |
| 4              | Campli                         | Campli                    | Abruzzo               |
| 4              | Isernia                        | Isernia                   | Molise                |
| 4              | Olimpia Matera                 | Matera                    | Basilicata            |
| 4              | S.C. Montecatini               | Montecatini Terme         | Toscana               |
| 4              | Nardò Basket                   | Nardò                     | Puglia                |
| 4              | Alto Sebino                    | Pisogne                   | Lombardia             |
| 4              | Crabs Rimini                   | Rimini                    | Emilia-Romagna        |
| 4              | Teramo 1960                    | Teramo                    | Abruzzo               |
| 4              | Dynamic Venafro                | Venafro                   | Molise                |
| 4              | Libertas Livorno 1947          | Livorno                   | Toscana               |
| 4              | Virtus Ragusa                  | Ragusa                    | Sicilia               |
| 4              | Juvecaserta                    | Caserta                   | Campania              |
| 4              | Pall. Chieti                   | Chieti                    | Abruzzo               |
| 4              | N.P.C. Rieti                   | Rieti                     | Lazio                 |
| 4              | Pielle Livorno                 | Livorno                   | Toscana               |
| 4              | Legnano Basket                 | Legnano                   | Lombardia             |
| 4              | Virtus Lumezzane               | Lumezzane                 | Lombardia             |
| 4              | Herons Montecatini             | Montecatini Terme         | Toscana               |
| 3              | ANB Monopoli                   | Monopoli                  | Puglia                |
| 3              | Real Sebastiani Rieti          | Rieti                     | Lazio                 |
| 3              | Teramo a Spicchi               | Teramo                    | Abruzzo               |
| 3              | Basket Corato                  | Corato                    | Puglia                |
| 3              | Pino Drag. Firenze             | Firenze                   | Toscana               |
| 3              | Formia                         | Formia                    | Lazio                 |
| 3              | Sutor Montegranaro             | Montegranaro              | Marche                |
| 3              | Rinascita B. Rimini            | Rimini                    | Emilia-Romagna        |
| 3              | Cest. Torrenovese              | Torrenova                 | Sicilia               |
| 3              | Bottegone S.Angelo             | Bottegone                 | Toscana               |
| 3              | Pol. Costa d'Orlando           | Capo d'Orlando            | Sicilia               |
| 3              | Basket Lugo                    | Lugo                      | Emilia-Romagna        |
| 3              | S.Michele Maddaloni            | Maddaloni                 | Campania              |
| 3              | Mola N.B. 2012                 | Mola di Bari              | Puglia                |
| 3              | Basket Pavia                   | Pavia                     | Lombardia             |
| 3              | PMS Basketball                 | Moncalieri                | Piemonte              |
| 3              | Pod. Montegranaro              | Montegranaro              | Marche                |
| 3              | Basket Ortona                  | Ortona                    | Abruzzo               |
| 3              | BMR Reggio Emilia              | Scandiano / Reggio Emilia | Emilia-Romagna        |
| 3              | Stella Azzurra Viterbo         | Viterbo                   | Lazio                 |
| 3              | Scandone Avellino              | Avellino                  | Campania              |
| 3              | Spezia Basket                  | La Spezia                 | Liguria               |
| 3              | Del Fes Avellino               | Avellino                  | Campania              |
| 3              | Fortitudo Agrigento            | Agrigento                 | Sicilia               |
| 3              | Pall. Montecatini              | Montecatini Terme         | Toscana               |
| 3              | Virtus Imola                   | Imola                     | Emilia-Romagna        |
| 2              | Langhe Roero                   | Corneliano d'Alba         | Piemonte              |
| 2              | College Borgomanero            | Borgomanero               | Piemonte              |
| 2              | Unione Basket Padova           | Padova                    | Veneto                |
| 2              | Bologna 2016                   | Bologna                   | Emilia-Romagna        |
| 2              | UEB Cividale                   | Cividale del Friuli       | Friuli-Venezia Giulia |
| 2              | Molfetta                       | Molfetta                  | Puglia                |
| 2              | Fort. Alessandria              | Alessandria               | Piemonte              |
| 2              | Barcellona                     | Barcellona Pozzo di Gotto | Sicilia               |
| 2              | Pol. Battipagliese             | Battipaglia               | Campania              |
| 2              | Rosmini Domodossola            | Domodossola               | Piemonte              |
| 2              | Virtus Fondi                   | Fondi                     | Lazio                 |
| 2              | Don Bosco Livorno              | Livorno                   | Toscana               |
| 2              | V.Itria Martina Franca         | Martina Franca            | Puglia                |
| 2              | Monsummano                     | Monsummano Terme          | Toscana               |
| 2              | N.P. Monteroni                 | Monteroni                 | Puglia                |
| 2              | Enrico Battaglia Mortara       | Mortara                   | Lombardia             |
| 2              | Napoli Basket                  | Napoli                    | Campania              |
| 2              | N. Aquila Palermo              | Palermo                   | Sicilia               |
| 2              | Patti                          | Patti                     | Sicilia               |
| 2              | Valdiceppo Basket              | Perugia                   | Umbria                |
| 2              | Coronaplatina Piadena          | Piadena Drizzona          | Lombardia             |
| 2              | Eurobasket Roma                | Roma                      | Lazio                 |
| 2              | Tiber Roma                     | Roma                      | Lazio                 |
| 2              | Pirates Acc. Sestu             | Sestu                     | Sardegna              |
| 2              | Virtus Siena                   | Siena                     | Toscana               |
| 2              | CUS Torino                     | Torino                    | Piemonte              |
| 2              | Amici Pall. Udinese            | Udine                     | Friuli-Venezia Giulia |
| 2              | Vasto Basket                   | Vasto                     | Abruzzo               |
| 2              | Brianza Casa Bk.               | Bernareggio               | Lombardia             |
| 2              | Orlandina                      | Capo d'Orlando            | Sicilia               |
| 2              | Basket Ravenna                 | Ravenna                   | Emilia-Romagna        |
| 2              | San Giobbe Chiusi              | Chiusi                    | Toscana               |
| 1              | Junior Casale                  | Casale Monferrato         | Piemonte              |
| 1              | B. Gallarate                   | Gallarate                 | Lombardia             |
| 1              | Campus Varese                  | Varese                    | Lombardia             |
| 1              | Pall. Firenze                  | Firenze                   | Toscana               |
| 1              | Vigor Matelica                 | Matelica                  | Marche                |
| 1              | Pescara Basket                 | Pescara                   | Abruzzo               |
| 1              | Pol. Sala Consilina            | Sala Consilina            | Campania              |
| 1              | Jesolo                         | Jesolo                    | Veneto                |
| 1              | Forio Ischia                   | Ischia                    | Campania              |
| 1              | Basket Agropoli                | Agropoli                  | Campania              |
| 1              | Garcia Moreno 1947             | Arzignano                 | Veneto                |
| 1              | Fortitudo Bologna              | Bologna                   | Emilia-Romagna        |
| 1              | Olimpia Cagliari               | Cagliari                  | Sardegna              |
| 1              | Alfa Catania                   | Catania                   | Sicilia               |
| 1              | Mastria Catanzaro              | Catanzaro                 | Calabria              |
| 1              | Basket Cefalù                  | Cefalù                    | Sicilia               |
| 1              | Udas Cerignola                 | Cerignola                 | Puglia                |
| 1              | Falconara Basket               | Falconara Marittima       | Marche                |
| 1              | Pall. Forlì 2.015              | Forlì                     | Emilia-Romagna        |
| 1              | Francavilla                    | Francavilla Fontana       | Puglia                |
| 1              | Basket Iseo                    | Iseo                      | Lombardia             |
| 1              | LL Livorno                     | Livorno                   | Toscana               |
| 1              | Centro Minibasket Junior Lucca | Lucca                     | Toscana               |
| 1              | Team B. Montichiari            | Montichiari               | Lombardia             |
| 1              | Pienne Pordenone               | Pordenone                 | Friuli-Venezia Giulia |
| 1              | Recanati                       | Recanati                  | Marche                |
| 1              | Vis Nova Roma                  | Roma                      | Lazio                 |
| 1              | Santarcangelo                  | Santarcangelo di Romagna  | Emilia-Romagna        |
| 1              | Cesarano Scafati               | Scafati                   | Campania              |
| 1              | Mens Sana Siena                | Siena                     | Toscana               |
| 1              | Gilbertina Soresina            | Soresina                  | Lombardia             |
| 1              | Basket Club Trecate            | Trecate                   | Piemonte              |
| 1              | Latina Basket                  | Latina                    | Lazio                 |
| 1              | Jadran Trieste                 | Trieste                   | Friuli-Venezia Giulia |
| 1              | Pal Fulgor Fidenza             | Fidenza                   | Emilia-Romagna        |
| 1              | Monferrato Basket              | Casale Monferrato         | Piemonte              |
| 1              | Robur Basket Saronno           | Saronno                   | Lombardia             |
| 1              | Treviglio Brianza Basket       | Treviglio                 | Lombardia             |
| 1              | Power Basket Nocera            | Nocera Inferiore          | Campania              |

### Numero di partecipazioni per città
| Città                     | Partecipazioni | Squadra                                                                           | Regione               |
| ------------------------- | -------------- | --------------------------------------------------------------------------------- | --------------------- |
| Roma                      | 22             | LUISS Roma, Stella Azzurra, Eurobasket Roma,Tiber Roma,Vis Nova Roma, Virtus Roma | Lazio                 |
| Padova                    | 11             | Virtus Padova,Unione Basket Padova                                                | Veneto                |
| Bisceglie                 | 10             | Lions Bisceglie                                                                   | Puglia                |
| Crema                     | 10             | Pall. Crema                                                                       | Lombardia             |
| Livorno                   | 10             | Libertas Livorno 1947, Pielle Livorno,Don Bosco Livorno, LL Livorno               | Toscana               |
| Piombino                  | 10             | Golfo Piombino                                                                    | Toscana               |
| Cassino                   | 9              | Virtus Cassino                                                                    | Lazio                 |
| Empoli                    | 9              | USE Empoli                                                                        | Toscana               |
| Faenza                    | 9              | Raggisol. Faenza                                                                  | Emilia-Romagna        |
| Firenze                   | 9              | Fiorentina Basket,Pino Drag. Firenze,Pall.Firenze                                 | Toscana               |
| Montecatini Terme         | 9              | S.C. Montecatini,Herons Montecatini,Pall. Montecatini                             | Toscana               |
| Oleggio                   | 9              | Oleggio Basket                                                                    | Piemonte              |
| Pavia                     | 9              | Omnia Pavia,Basket Pavia                                                          | Lombardia             |
| San Giorgio su Legnano    | 9              | Sangiorgese Basket                                                                | Lombardia             |
| Senigallia                | 9              | Pall. Senigallia                                                                  | Marche                |
| Varese                    | 9              | Robur Varese,Campus Varese                                                        | Lombardia             |
| Vicenza                   | 9              | Vicenza                                                                           | Veneto                |
| Cecina                    | 8              | Basket Cecina                                                                     | Toscana               |
| Desio                     | 8              | Aurora Desio                                                                      | Lombardia             |
| Giulianova                | 8              | Giulia Giulianova                                                                 | Abruzzo               |
| Omegna                    | 8              | Fulgor Omegna                                                                     | Piemonte              |
| Bernareggio               | 7              | Pall. Bernareggio,Brianza Casa Bk.                                                | Lombardia             |
| Cesena                    | 7              | Tigers Cesena                                                                     | Emilia-Romagna        |
| Palermo                   | 7              | Green Basket Palermo, Nuova Aquila Palermo                                        | Sicilia               |
| Piacenza                  | 7              | Bakery Piacenza                                                                   | Emilia-Romagna        |
| Rimini                    | 7              | Crabs Rimini, Rinascita B. Rimini                                                 | Emilia-Romagna        |
| Salerno                   | 7              | Virtus Salerno                                                                    | Campania              |
| San Miniato               | 7              | Etrusca S. Miniato                                                                | Toscana               |
| San Vendemiano            | 7              | Rucker SanVe                                                                      | Veneto                |
| Taranto                   | 7              | CUS Jonico Taranto                                                                | Puglia                |
| Teramo                    | 7              | Teramo 1960,Teramo a Spicchi                                                      | Abruzzo               |
| Sant'Antimo               | 6              | PSA Sant'Antimo                                                                   | Campania              |
| Avellino                  | 6              | Scandone Avellino, Del.Fes Avellino                                               | Campania              |
| Borgosesia                | 6              | Valsesia Basket                                                                   | Piemonte              |
| Catanzaro                 | 6              | Planet Catanzaro,Mastria Catanzaro                                                | Calabria              |
| Fabriano                  | 6              | Janus Fabriano                                                                    | Marche                |
| Imola                     | 6              | Virtus Imola, A. Costa Imola                                                      | Emilia-Romagna        |
| Lecco                     | 6              | Basket Lecco                                                                      | Lombardia             |
| Montegranaro              | 6              | Sutor Montegranaro, Pod. Montegranaro                                             | Marche                |
| Ozzano dell'Emilia        | 6              | Flying Ozzano                                                                     | Emilia-Romagna        |
| Palestrina                | 6              | Palestrina                                                                        | Lazio                 |
| Pescara                   | 6              | Amatori Pescara,Pescara Basket                                                    | Abruzzo               |
| Porto Sant'Elpidio        | 6              | Basket P.S.E.                                                                     | Marche                |
| Rieti                     | 6              | N.P.C. Rieti,Sebastiani Rieti                                                     | Lazio                 |
| Ancona                    | 5              | Stamura Ancona                                                                    | Marche                |
| Bergamo                   | 5              | Bergamo B. 2014                                                                   | Lombardia             |
| Cento                     | 5              | Benedetto XIV Cento                                                               | Emilia-Romagna        |
| Civitanova Marche         | 5              | Virtus Civitanova                                                                 | Marche                |
| Jesi                      | 5              | Jesi Academy                                                                      | Marche                |
| Mestre                    | 5              | Basket Mestre                                                                     | Veneto                |
| Milano                    | 5              | Urania Milano                                                                     | Lombardia             |
| Olginate                  | 5              | Nuova Pall. Olginate                                                              | Lombardia             |
| Orzinuovi                 | 5              | OrziBasket                                                                        | Lombardia             |
| Pozzuoli                  | 5              | Virtus Pozzuoli                                                                   | Campania              |
| Ruvo di Puglia            | 5              | Ruvo di Puglia                                                                    | Puglia                |
| San Severo                | 5              | San Severo                                                                        | Puglia                |
| Scauri                    | 5              | Basket Scauri                                                                     | Lazio                 |
| Valmontone                | 5              | Virtus Valmontone                                                                 | Lazio                 |
| Vigevano                  | 5              | Pall. Vigevano                                                                    | Lombardia             |
| Alba                      | 4              | Olimpo Alba                                                                       | Piemonte              |
| Campli                    | 4              | Campli                                                                            | Abruzzo               |
| Capo d'Orlando            | 4              | Pol. Costa d'Orlando, Orlandina                                                   | Sicilia               |
| Cremona                   | 4              | JuVi Cremona                                                                      | Lombardia             |
| Fiorenzuola               | 4              | Pall. Fiorenzuola                                                                 | Emilia-Romagna        |
| Isernia                   | 4              | Isernia                                                                           | Molise                |
| Matera                    | 4              | Olimpia Matera                                                                    | Basilicata            |
| Monfalcone                | 4              | Falconstar Monf.                                                                  | Friuli-Venezia Giulia |
| Nardò                     | 4              | Nardò Basket                                                                      | Puglia                |
| Pisogne                   | 4              | Alto Sebino                                                                       | Lombardia             |
| Reggio Calabria           | 4              | Viola R. Calabria                                                                 | Calabria              |
| Roseto degli Abruzzi      | 4              | Pall. Roseto                                                                      | Abruzzo               |
| Venafro                   | 4              | Dynamic Venafro                                                                   | Molise                |
| Bologna                   | 3              | Bologna 2016, Fortitudo Bologna                                                   | Emilia-Romagna        |
| Bottegone                 | 3              | Bottegone S.Angelo                                                                | Toscana               |
| Caserta                   | 3              | Juvecaserta                                                                       | Campania              |
| Chieti                    | 3              | Pall. Chieti                                                                      | Abruzzo               |
| Corato                    | 3              | Basket Corato                                                                     | Puglia                |
| Formia                    | 3              | Formia                                                                            | Lazio                 |
| La Spezia                 | 3              | Spezia Basket                                                                     | Liguria               |
| Legnano                   | 3              | Legnano Basket                                                                    | Lombardia             |
| Lugo                      | 3              | Basket Lugo                                                                       | Emilia-Romagna        |
| Lumezzane                 | 3              | Virtus Lumezzane                                                                  | Lombardia             |
| Maddaloni                 | 3              | S.Michele Maddaloni                                                               | Campania              |
| Mola di Bari              | 3              | Mola N.B. 2012                                                                    | Puglia                |
| Moncalieri                | 3              | PMS Basketball                                                                    | Piemonte              |
| Monopoli                  | 3              | ANB Monopoli                                                                      | Puglia                |
| Ortona                    | 3              | Basket Ortona                                                                     | Abruzzo               |
| Ragusa                    | 3              | Virtus Ragusa                                                                     | Sicilia               |
| Scandiano / Reggio Emilia | 3              | BMR Reggio Emilia                                                                 | Emilia-Romagna        |
| Siena                     | 3              | Virtus Siena, Mens Sana Siena                                                     | Toscana               |
| Torrenova                 | 3              | Cest. Torrenovese                                                                 | Sicilia               |
| Viterbo                   | 3              | Stella Azzurra Viterbo                                                            | Lazio                 |
| Agrigento                 | 2              | Fortitudo Agrigento                                                               | Sicilia               |
| Alessandria               | 2              | Fort. Alessandria                                                                 | Piemonte              |
| Barcellona Pozzo di Gotto | 2              | Barcellona                                                                        | Sicilia               |
| Battipaglia               | 2              | Pol. Battipagliese                                                                | Campania              |
| Borgomanero               | 2              | College Borgomanero                                                               | Piemonte              |
| Cividale del Friuli       | 2              | UEB Cividale                                                                      | Friuli-Venezia Giulia |
| Corneliano d'Alba         | 2              | Langhe Roero                                                                      | Piemonte              |
| Domodossola               | 2              | Rosmini Domodossola                                                               | Piemonte              |
| Fondi                     | 2              | Virtus Fondi                                                                      | Lazio                 |
| Martina Franca            | 2              | V.Itria Martina Franca                                                            | Puglia                |
| Molfetta                  | 2              | Molfetta                                                                          | Puglia                |
| Monsummano Terme          | 2              | Monsummano                                                                        | Toscana               |
| Monteroni                 | 2              | N.P. Monteroni                                                                    | Puglia                |
| Mortara                   | 2              | Enrico Battaglia Mortara                                                          | Lombardia             |
| Napoli                    | 2              | Napoli Basket                                                                     | Campania              |
| Patti                     | 2              | Patti                                                                             | Sicilia               |
| Perugia                   | 2              | Valdiceppo Basket                                                                 | Umbria                |
| Piadena Drizzona          | 2              | Coronaplatina Piadena                                                             | Lombardia             |
| Sestu                     | 2              | Pirates Acc. Sestu                                                                | Sardegna              |
| Torino                    | 2              | CUS Torino                                                                        | Piemonte              |
| Udine                     | 2              | Amici Pall. Udinese                                                               | Friuli-Venezia Giulia |
| Vasto                     | 2              | Vasto Basket                                                                      | Abruzzo               |
| Agropoli                  | 1              | Basket Agropoli                                                                   | Campania              |
| Arzignano                 | 1              | Garcia Moreno 1947                                                                | Veneto                |
| Cagliari                  | 1              | Olimpia Cagliari                                                                  | Sardegna              |
| Casale Monferrato         | 1              | Junior Casale                                                                     | Piemonte              |
| Catania                   | 1              | Alfa Catania                                                                      | Sicilia               |
| Cefalù                    | 1              | Basket Cefalù                                                                     | Sicilia               |
| Cerignola                 | 1              | Udas Cerignola                                                                    | Puglia                |
| Chiusi                    | 1              | San Giobbe Chiusi                                                                 | Toscana               |
| Falconara Marittima       | 1              | Falconara Basket                                                                  | Marche                |
| Forlì                     | 1              | Pall. Forlì 2.015                                                                 | Emilia-Romagna        |
| Francavilla Fontana       | 1              | Francavilla                                                                       | Puglia                |
| Gallarate                 | 1              | B. Gallaratese                                                                    | Lombardia             |
| Ischia                    | 1              | Forio Ischia                                                                      | Campania              |
| Iseo                      | 1              | Basket Iseo                                                                       | Lombardia             |
| Jesolo                    | 1              | Jesolo                                                                            | Veneto                |
| Lucca                     | 1              | Centro Minibasket Junior Lucca                                                    | Toscana               |
| Matelica                  | 1              | Vigor Matelica                                                                    | Marche                |
| Montichiari               | 1              | Team B. Montichiari                                                               | Lombardia             |
| Pordenone                 | 1              | Pienne Pordenone                                                                  | Friuli-Venezia Giulia |
| Ravenna                   | 1              | Basket Ravenna                                                                    | Emilia-Romagna        |
| Recanati                  | 1              | Recanati                                                                          | Marche                |
| Sala Consilina            | 1              | Pol. Sala Consilina                                                               | Campania              |
| Santarcangelo di Romagna  | 1              | Santarcangelo                                                                     | Emilia-Romagna        |
| Scafati                   | 1              | Cesarano Scafati                                                                  | Campania              |
| Soresina                  | 1              | Gilbertina Soresina                                                               | Lombardia             |
| Trecate                   | 1              | Basket Club Trecate                                                               | Piemonte              |
| Trieste                   | 1              | Jadran Trieste                                                                    | Friuli-Venezia Giulia |

### Numero di partecipazioni per Regione
La Lombardia è la regione più rappresenta nella competizione con 25 partecipanti (alla stagione 2023/2024). Il Trentino-Alto Adige e la Valle d'Aosta sono le uniche regioni che non hanno mai avuto squadre partecipanti al campionato.
| Regione               | Numero Squadre |
| --------------------- | -------------- |
| Lombardia             | 25             |
| Toscana               | 20             |
| Emilia-Romagna        | 17             |
| Lazio                 | 14             |
| Campania              | 13             |
| Puglia                | 13             |
| Piemonte              | 12             |
| Marche                | 11             |
| Sicilia               | 11             |
| Abruzzo               | 10             |
| Veneto                | 7              |
| Friuli-Venezia Giulia | 5              |
| Calabria              | 3              |
| Molise                | 2              |
| Sardegna              | 2              |
| Basilicata            | 1              |
| Liguria               | 1              |
| Umbria                | 1              |

## Albo d'oro
Serie B (secondo livello) 

Albo promozioni dei 14 tornei organizzati dalla FIP con la denominazione Serie B. In tali campionati ha rappresentato il secondo livello del campionato.
- 1937-1938 ·  S.S. Parioli Roma;  Pirelli Milano
- 1938-1939 · GUF Milano;  Giordana Genova
- 1939-1940 ·  GUF Livorno;  GUF Napoli
- 1940-1941 ·  CRDA Monfalcone; GUF Roma
- 1941-1942 ·  Dopolavoro Ilva Trieste;  GUF Palermo
- 1942-1943 · CREM La Spezia; GUF Gorizia
- 1943-1947 · Campionati non disputati a causa del conflitto bellico
- 1947-1948 ·  Gira Bologna
- 1948-1949 · Polizia Civile Trieste; Lega Nazionale Trieste; Ginnastica Torino; Edera Trieste; Lega Nazionale Monfalcone (le ultime 2 rinunceranno alla Serie A per difficoltà finanziarie)
- 1949-1950 · Vela Viareggio; Robur Ravenna; Stamura Ancona; Victoria Pesaro
- 1950-1951 · Pallacanestro Gallaratese; OAR Esercito Bologna
- 1951-1952 · Ginnastica Goriziana; Pallacanestro Napoli
- 1952-1953 · Pallacanestro Pavia; CRAL Junghans Venezia
- 1953-1954 · Pallacanestro Cantù; Stella Azzurra Roma
- 1954-1955 · Cama Livorno; Moto Morini Bologna (promosse in Elette 1955-1956 con la riforma del campionato e la suddivisione della Serie A in 2 livelli). Sono state ammesse al nuovo secondo livello del Campionato Italiano di Pallacanestro: Pallacanestro Gallaratese; RIV Torino; Latterie Coop.Riunite Reggio Emilia; Ginnastica Goriziana; Itala Gradisca; Libertas Livorno; Vela Viareggio; Lazio Basket; CUS Bari; Polisportiva Marcacci Napoli; Libertas Biella; Solgas Ravenna; Cestistica Civitavecchia; Pallacanestro Napoli.

 Serie B (terzo livello) 

Albo promozioni dei 10 tornei organizzati dalla FIP con la denominazione Serie B (in grassetto le vincitrici dello Scudetto di Serie B).In tali campionati ha rappresentato il terzo livello del campionato.
- 1955-1956 · Ex Alunni Liceo Massimo Roma; Tosi Legnano; Stamura Ancona; Libertas Taranto
- 1956-1957 · Petrarca Padova ; Ginnastica Goriziana; Petrarca Padova; Lazio Pallacanestro; Libertas Brindisi; AP Udinese; Pallacanestro Napoli; Cartegiungo Roseto (ripescata in Serie A dopo la rinuncia dello Junghans Venezia)
- 1957-1958 · Libertas Biella; CUS Firenze; D'Alessandro Teramo; Giuliana Roma
- 1958-1959 · CRDM La Spezia; Permaflex Pistoia;Sant'Agostino Bologna; Polisportiva Messina; CUS Genova; Pirelli Milano; Amatori Carrara; Safog Gorizia; CUS Modena; Folgore Treviso;  Mens Sana Siena; Atletica Montecatini;Esperia Cagliari; Affrico Firenze; Folgore Nocera; Juventus Caserta; Grifone Catania
- 1959-1960 · Virtus Imola; Oberdan Vigevano; Pasta Combattenti Cremona; MDA Roma; Vis Nova Roma; Libertas Benevento
- 1960-1961 · Libertas Valenza; All'Onestà Milano; Reyer Venezia; La Torre Reggio Emilia; U.S. Campli; S.Roberto Roma (non si iscriverà al successivo campionato di Serie A, al suo posto verrà ripescato il CUS Roma); Cestistica Foggia; Amatori Ricciardi Taranto; Cestistica Palermitana; Fiera Milano; Portuali Livorno; Fiamma Salerno.
- 1961-1962 · Fulgor Omegna; Dopolavoro Montedison Marghera; Pegna Olimpia Firenze
- 1962-1963 · Portuale Livorno;Rosmini Trapani; Pallacanestro Catanzaro; Banco Ambrosiano; Virtus Friuli Udine; Libertas Forlì; Libertas Pesaro
- 1963-1964 · Junior Casale Monferrato; Pratolimpia Firenze; Libertas Maddaloni; Virtus Ragusa
- 1964-1965 · Pro Patria San Pellegrino Milano;  Italsider Genova

 Serie B (secondo livello) 

Albo promozioni dei 9 tornei organizzati dalla FIP quando con l'unione della Serie Elette e della Serie A la Serie B tornò ad essere il secondo livello del campionato italiano
- 1965-1966 · Gorizia; Libertas Livorno 1947
- 1966-1967 · PSA; Libertas Forlì
- 1967-1968 · A.P.U. Udine; Stella Azzurra Roma
- 1968-1969 · Olimpia Cagliari; Gorizia
- 1969-1970 · Libertas Biella; Libertas Livorno 1947
- 1970-1971 · Stella Azzurra Roma; Petrarca Padova
- 1971-1972 · Libertas Asti; Olimpia Cagliari; Robur Varese
- 1972-1973 · Mens Sana Siena; Real Sebastiani Rieti
- 1973-1974 · Stella Azzurra Roma; Basket Mestre 1958

 Serie B (terzo livello) 

Albo promozioni dei 12 tornei organizzati dalla FIP con la denominazione Serie B tornato ad essere il terzo livello del campionato. 
- 1974-1975 · Juve Caserta; Patriarca Gorizia
- 1975-1976 · Fernet Tonic Bologna; Olimpia Firenze
- 1976-1977 · Pintinox Brescia; Mecap Vigevano
- 1977-1978 · Juventus Caserta; Banco Roma; Rodrigo Chieti; Sarila Rimini; Postalmobili Pordenone; Superga Alessandria
- 1978-1979 · Liberti Treviso; Fabriano Basket
- 1979-1980 · Pallacanestro Brindisi; Leone Mare Livorno
- 1980-1981 · Libertas Livorno; Napoli Basket
- 1981-1982 · SAV Bergamo; Malaguti Ferrara; Cantine Riunite Reggio Emilia; Italcable Perugia; Basket Roseto; Kennedy Firenze
- 1982-1983 · Vicenzi Verona; Viola Reggio Calabria
- 1983-1984 · Cida Porto San Giorgio; Master Valentino Roma; Saradini Cremona
- 1984-1985 · Liberti Firenze; Vigorelli Pavia; Italelektra Desio
- 1985-1986 · Spondilatte Cremona; Facar Pescara; Citrosil Verona

 Serie B d'Eccellenza  

Albo promozioni dei 22 tornei organizzati dalla FIP con la denominazione Serie B d'Eccellenza. Dal 2005 al 2008 ha rappresentato il massimo livello dilettantistico decretando il Campione Italiano Dilettanti (indicati con lo scudetto di lato alla squadra) 
- 1986-1987 ·  S.C. Montecatini;  Olimpia Pistoia
- 1987-1988 ·  Scaligera Verona;  Aresium
- 1988-1989 ·  Pall. Trieste;  Dinamo Sassari
- 1989-1990 ·  Mens Sana Siena;  Pall. Trapani
- 1990-1991 ·  Basket Rimini;  Pall. Ferrara
- 1991-1992 ·  Modena Basket;  Pall. Marsala
- 1992-1993 ·  Petrarca;  Virtus Padova
- 1993-1994 ·  Gorizia; Cervia
- 1994-1995 ·  A. Costa Imola
- 1995-1996 ·  Don Bosco Livorno;  A.P.L. Pozzuoli
- 1996-1997 ·  Scandone Avellino;  Jesi Academy;  Partenope
- 1997-1998 ·  Virtus Ragusa;  Pall. Roseto;  Pall. Biella
- 1998-1999 ·  Basket Vicenza;  Barcellona
- 1999-2000 ·  Pr. Castel Maggiore;  Scafati Basket
- 2000-2001 ·  Sutor Montegranaro; Orlandina;  Pall. Pavia; C.S. Borgomanero;  Celana Bergamo;  B.C. Ferrara
- 2001-2002 ·  Robur Osimo;  Teramo Basket
- 2002-2003 ·  Dinamo Sassari;  RB Montecatini
- 2003-2004 ·  Castelletto Ticino;  Sutor Montegranaro;  Basket Rieti
- 2004-2005 ·  Junior Casale;  Castelletto Ticino
- 2005-2006 ·  V.L. Pesaro;   Triboldi
- 2006-2007 ·  Pistoia Basket;  Veroli Basket
- 2007-2008 ·  Reyer Venezia;  N.B. Brindisi

 Divisione Nazionale A  

Albo promozioni dei 5 tornei organizzati dalla LNP. I campionati disputati hanno decretato il Campione Italiano Dilettanti fino all'edizione 2012-2013 (indicati con lo scudetto di lato alla squadra) 
- 2008-2009 ·  Pall. Vigevano;  A.B. Latina
- 2009-2010 ·  Barcellona;  Fortitudo Bologna
- 2010-2011 ·  Brescia;  Basket Trapani
- 2011-2012 ·  Aquila Trento; Basket Ferentino;  Pall. Trieste
- 2012-2013 ·  PMS Torino

 Serie B (LNP) 

Albo promozioni dei 10 tornei organizzati dalla LNP con la denominazione Serie B
- 2013-2014 ·  Fortitudo Agrigento;  Mantova;  Casalpusterlengo[3]
- 2014-2015 ·  N.P.C. Rieti;  Fortitudo Bologna;  Mens Sana Siena
- 2015-2016 ·  Eurobasket Roma;  Amici Pall. Udinese;  Pall. Forlì 2.015
- 2016-2017 ·  Pod. Montegranaro;  Pall. Orzinuovi;  Cuore Napoli
- 2017-2018 ·  Benedetto XIV Cento;  Pall. Piacentina;  Virtus Cassino
- 2018-2019 ·  Urania Milano;  Pall. Orzinuovi;  Juvecaserta;  Napoli Basket;  San Severo
- 2019-2020 ·  Pall. Teate Chieti;  Stella Azzurra;  Benedetto XIV Cento
- 2020-2021 ·  Janus Fabriano;  San Giobbe Chiusi;  Pall. Piacentina;  Nardò Basket
- 2021-2022 ·  JuVi Cremona;  UEB Cividale;  Rinascita B. Rimini;  Fortitudo Agrigento;  N.P.C. Rieti
- 2022-2023 ·  Pall. Vigevano;  LUISS Roma

 Serie B Nazionale (LNP) 

Albo promozioni dei 3 tornei organizzati dalla LNP con la denominazione Serie B Nazionale
- 2023-2024 ·  Del Fes Avellino;  Libertas Livorno 1947
- 2024-2025 ·  Pall. Roseto;  Ruvo di Puglia;  Basket Mestre
- 2025-2026 · da assegnare

## Campioni d'Italia dilettanti
Dalla stagione 2005-2006 il terzo livello del campionato italiano di pallacanestro ha assegnato il titolo di Campione Italiano Dilettanti fino all'edizione 2012-2013. Dalle stagioni successive con il ritorno del dilettantismo nella Serie A2 il titolo viene assegnato ad una squadra di tale campionato.
- 2005-2006 ·  V.L. Pesaro
- 2006-2007 ·  Pistoia Basket
- 2007-2008 ·  Reyer Venezia
- 2008-2009 ·  Pall. Vigevano
- 2009-2010 ·  Barcellona
- 2010-2011 ·  Brescia
- 2011-2012 ·  Aquila Trento
- 2012-2013 ·  PMS Torino

## Denominazioni ufficiali
Per via dei vari sponsor il campionato ha più volte mutato il suo nome. Questo l'elenco delle denominazioni ufficiali del campionato:
 DNA Gold 
- 2013-2014: DNA Adecco Silver

 Serie B 
- 2015-2017: Serie B Citroën
- 2017-attuale: Serie B Old Wild West